# Großes Mausohr
Das Große Mausohr oder auch nur Mausohr (Myotis myotis) ist eine Fledermaus-Art aus der Gattung der Mausohren, die 1797 von Borkhausen unter der Bezeichnung Vespertilio myotis erstbeschrieben wurde. Man findet sie auch unter dem Namen Riesenfledermaus. In Deutschland ist das Große Mausohr die größte heimische Fledermausart.
Eine ähnliche Art ist das Kleine Mausohr (Myotis blythii). Das Große Mausohr wurde vom Verband der deutschen Höhlen- und Karstforscher zum Höhlentier des Jahres 2011 gewählt.

## Beschreibung und Systematik
Das Große Mausohr ist, mit einer Kopf-Rumpf-Länge zwischen 6,7 und 8,4 Zentimetern sowie einer Flügelspannweite zwischen 35 und 43 Zentimetern, die größte europäische Myotis-Art. Ein ausgewachsenes Exemplar wiegt zwischen 20 und 40 Gramm. Das Große Mausohr hat eine sehr kurze und breite Schnauze, die Ohren sind lang und breit. Das kurze Fell ist bei adulten Tieren an den Haarwurzeln schwarzbraun, an der Oberseite eher hell-braungrau gefärbt. Die Bauchseite ist weißgrau, der Halsbereich manchmal leicht gelblich gefärbt. Jungtiere sind eher grau als bräunlich gefärbt. Bei ausgewachsenen Tieren ist das Rückenfell dagegen graubraun, das Bauchfell weißgrau gefärbt. Die Flughäute sind rötlichbraun gefärbt, genau wie die langen, breiten Ohren, deren knorpeliger Ohrdeckel beinahe halb so lang ist wie das Ohr.
Im Gegensatz zum adulten Großen Mausohr ist das Kleine Mausohr dunkelgrau gefärbt, zudem sind die Körpermaße meistens kleiner als beim Großen Mausohr. Auch die Zahl der Ohrfalten (7–8 beim Großen Mausohr, 5–6 beim Kleinen Mausohr) ist ein Unterscheidungsmerkmal.
Es werden zwei Unterarten unterschieden: Die Nominatform Myotis myotis myotis sowie die in der Osttürkei und dem Nahen Osten vorkommende M. m. macrocephalicus (D. L. Harrison & R. E. Lewis 1961), die in den Körper- und Gewichtsmaßnahmen über denen der Nominatform liegt.

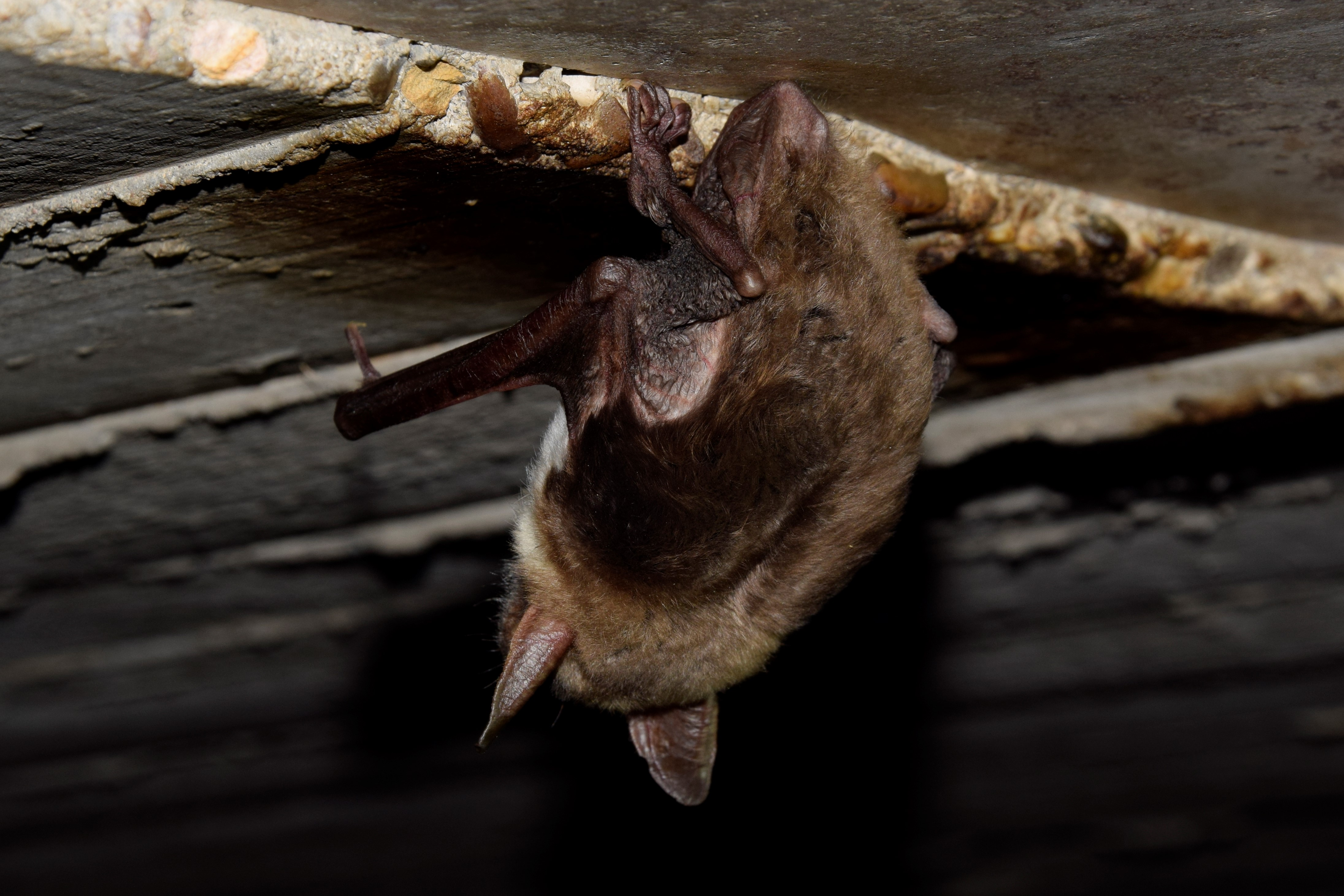
Rückenansicht eines adulten männlichen Tieres

## Verbreitungsgebiet und Lebensraum

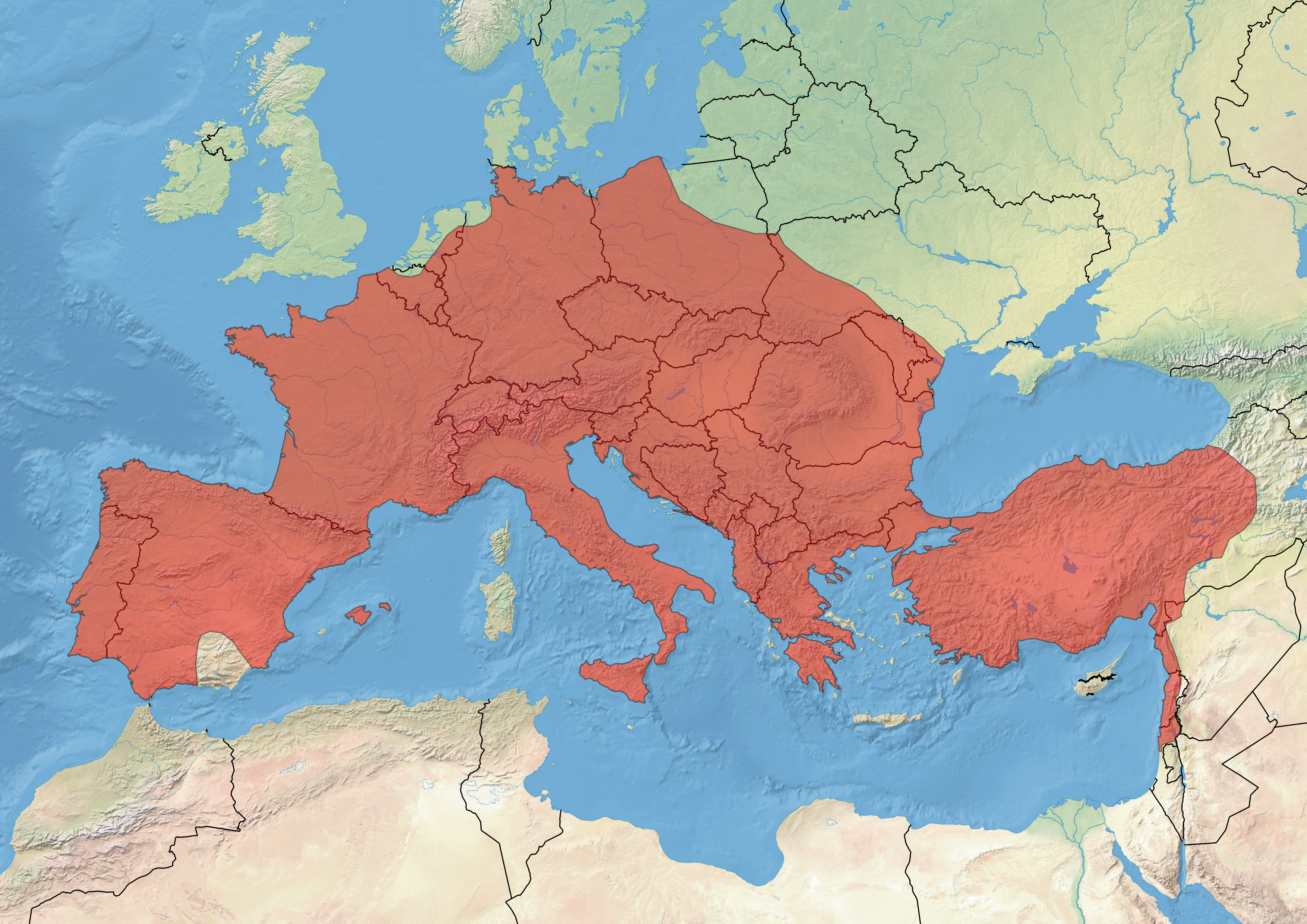
Verbreitungsgebiet des Großen Mausohrs

Das Große Mausohr ist auf dem mittel-, süd-, südost- und westeuropäischen Kontinent weit verbreitet. Die Verbreitungsgrenze im Osten läuft entlang des Dnepr bis zum Schwarzen Meer. Im Nahen Osten gibt es Vorkommen in Israel, Syrien und dem Libanon. Nördlich reicht die Verbreitung bis in den Norden von Polen, Schleswig-Holstein in Deutschland und den Süden der Niederlande. In Großbritannien wurde die Art bis 1985 vereinzelt nachgewiesen, seit 1990 gilt die dort als ausgestorben. Von anderen Vorkommen isolierte Skelettfunde gibt es von den Azoren. In Nordafrika sowie auf Sizilien, Korsika und Malta fehlt das Große Mausohr, es wird hier durch das Punische Mausohr (Myotis punicus) abgelöst.

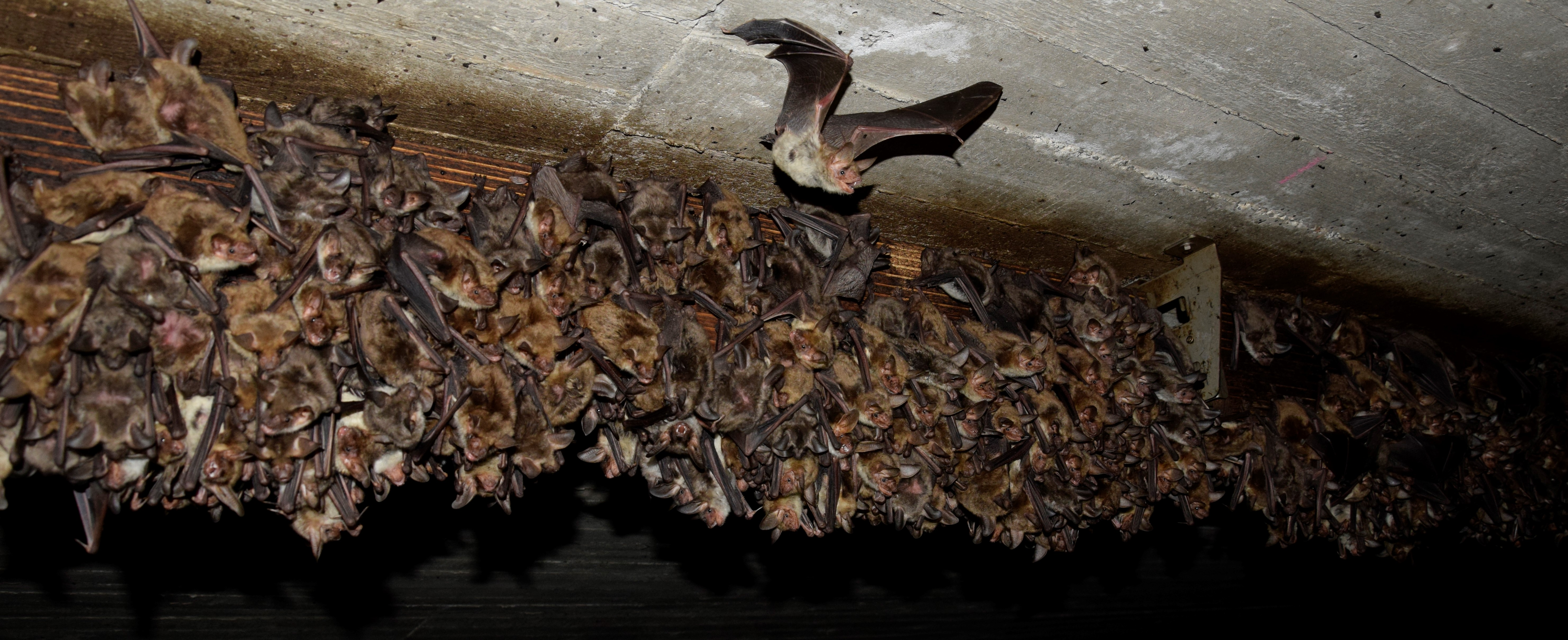
Wochenstubenkolonie des Großen Mausohrs

Zum Lebensraum des Großen Mausohres gehört vor allem offenes Gelände wie Wiesen, Felder und offenes Waldland, aber auch menschliche Siedlungen. Sommerquartiere liegen oft in Dachstühlen und Kirchtürmen, auch in Scheunen oder Brückenbauten, wo die Tiere frei hängen können. Als weitere mögliche Standorte dienen ebenfalls Dachböden oder Widerlager von Brücken, aber auch Vogel- oder Fledermauskästen oder Baumhöhlen.
Wochenstubenkolonien der Weibchen mit ihrem Nachwuchs umfassen in Mitteleuropa meist 50 bis 1000 Tiere, in einigen Fällen jedoch bis zu 5000. Im Mittelmeerraum sind diese Kolonien noch größer, in Einzelfällen aus etwa 8000 Individuen. Dabei suchen die Fledermäuse geeignete Quartiere, über Generationen hinweg, immer wieder auf. Die Männchen des Großen Mausohrs sammeln sich im Sommer in sogenannten Männchenquartieren, isoliert von Weibchen und Nachwuchs. Zwischen Sommer- und Winterquartier liegen Entfernungen von bis zu 200 km.
Bevorzugte Winterquartier liegen in Höhlen, Stollen, Bunkeranlagen und frostfreien Kellern, wo die Temperaturen etwa zwischen 1° und 12 °C liegen und die Luftfeuchtigkeit zwischen 85 und 100 Prozent beträgt. Dort treffen die Tiere zwischen September und Oktober ein. Ihren Winterschlaf halten sie entweder einzeln oder eng in Gruppen aneinander gedrängt, wobei sie frei von der Decke oder an Wänden hängen. Im Winterschlaf konnten sowohl Atempausen von bis zu 90 Minuten als auch eine Herzfrequenz von nur 10 Herzschlägen pro Minute nachgewiesen werden.

## Lebensweise

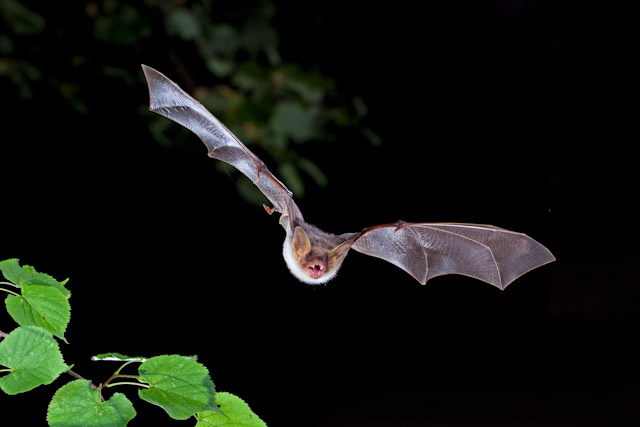
Großes Mausohr im Flug

### Fortpflanzung
Pro Jahr bekommt jedes Weibchen nur ein Junges, dessen Gewicht zwischen 4 und 6,5 Gramm liegt. Die Tragzeit liegt bei ungefähr 60 Tagen (je nach Ernährung 50 bis 70 Tage). Bei der Geburt, die etwa Anfang Juni erfolgt, hängt die Fledermausmutter ebenfalls kopfüber, so dass der Nachwuchs nur durch die Nabelschnur gesichert ist. In den ersten Wochen werden die Jungtiere im Quartier zurückgelassen, wenn ihre Mütter auf Jagd gehen. Wenn sie zum Säugen in die Kolonie zurückkehren, erkennen sie ihr Junges an dessen Ruflauten und dem individuellen Geruch. Nach etwa fünf Wochen erfolgen erste Ausflüge der Jungtiere aus der Wochenstubenkolonie.

### Ernährung
Erst bei völliger Dunkelheit verlassen Große Mausohren ihre Tagesschlafverstecke, um auf die Jagd zu gehen. Sie sind in der Lage, sich günstige Jagdgebiete zu merken und diese gezielt aufzusuchen. Bei der Nahrungssuche fliegen die Tiere gerne in niedriger (1 bis 2 m über dem Boden) und mittlerer Flughöhe zwischen Bäumen herum, dabei wird auf die Raschelgeräusche der am Boden laufenden Beute gehört (Passivortung). Vermutlich spielt auch der Geruchssinn beim Auffinden der Beute eine größere Rolle, die Echoortung tritt hierbei in den Hintergrund. Die Tiere sind auch für einen kurzen Zeitraum zum sogenannten Rüttelflug fähig. Zwischen Quartier und Jagdhabitat können 4 bis 17 Kilometer liegen.
Hauptnahrung sind bodenlebende Gliedertiere, vor allem Großlaufkäfer (Carabus), Spinnentiere (Arachnida) und Hundertfüßer (Chilopoda). Eine Studie, bei der die Zusammensetzung des Kots einer Kolonie in Bulgarien analysiert wurde, ergab, dass sich Große Mausohren dort überwiegend von Gliederfüßern ernähren, wobei der Anteil an Insekten (wobei Laufkäfer und Heuschrecken dominierten) den an Spinnentieren deutlich übertraf.

### Orientierung
In Freilandexperimenten wurde nachgewiesen, dass die Tiere über einen Magnetsinn verfügen und ihren „inneren Kompass“ während der Abenddämmerung mit Hilfe von polarisiertem Licht kalibrieren.

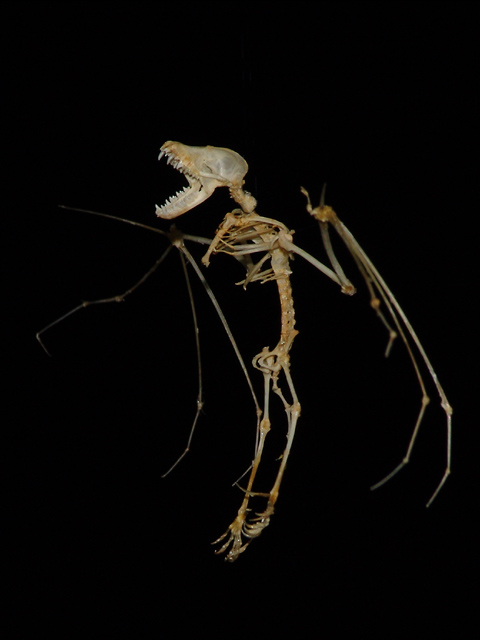
Skelett des Großen Mausohrs

## Naturschutz
Das Große Mausohr ist nach der Bundesartenschutzverordnung streng geschützt. Nach einer starken Abnahme des Bestandes in der Vergangenheit hat sich seit den 1980/1990er Jahren der Bestand leicht erholt bzw. ist stabil, sodass die IUCN das Große Mausohr auf Grund des großen Verbreitungsgebiets und der Anzahl der Individuen als „nicht gefährdet“ einstuft (least concern).
Das Große Mausohr wird von der Europäischen Union im Anhang II und Anhang IV der FFH-Richtlinie geführt und gilt somit als streng zu schützende Art von gemeinschaftlichem Interesse, für deren Erhalt besondere Schutzgebiete ausgewiesen werden müssen. Fledermausarten sind nach Anhang IV der FFH-Richtlinie auch außerhalb von FFH-Gebieten streng geschützt, für Arten des Anhangs II gilt das nicht. Als FFH-Gebiete zum Schutz von Wochenstuben des Großen Mausohrs sind unter anderem folgende Gebäude(teile) ausgewiesen: Haus Düsse, St. Johannis (Rahden), St. Johannis (Salzhausen), Wasserschloss Ulenburg, Evangelische Kirche Ledde, Evangelische Kirche Neidhartshausen, Historisches Rathaus Höxter, Historisches Rathaus Duderstadt und Kirche in Dosdorf (Thüringen). Besonders viele Wochenstuben der Fledermaus befinden sich im FFH-Gebiet Mausohrkolonien im Steigerwaldvorland, das einzelne Standorte in den unterfränkischen Landkreisen Kitzingen und Haßberge umfasst.